# Daniel, der Zauberer
Daniel, der Zauberer ist ein halbdokumentarischer deutscher Kinofilm um den Casting-Star Daniel Küblböck, der sich selbst spielt. Der Film wird oft als einer der bisher schlechtesten Filme genannt.

## Handlung
Der erfolgreiche Sänger Daniel Küblböck wird „von Millionen geliebt, von Vielen gehasst“ (so der Untertitel). Die beiden Teenager Rike und Tom fassen den Entschluss, Daniel zu töten. Moralisch, nicht aber direkt, unterstützt werden sie dabei von Baltazar. Daniel hingegen wird von seinem toten Großvater Johnny unterstützt, der meist ein Tenorhorn und einen Zauberstab bei sich trägt, manchmal nur einen Arm hat und eine Mütze unter seinem Zylinderhut trägt.
Ein erster Mordanschlag auf Daniel schlägt fehl, da die Teenager von Daniels Gesangslehrer entdeckt und verscheucht werden. Während Daniel an einem Screen Test für Hollywood teilnehmen soll, sprechen Johnny und Baltazar miteinander. Baltazar wird von Johnny unvermittelt in eine Kakerlake verwandelt und bekommt erst nach dem Satz „Ich bin ein Star – Holt mich hier raus!“ seine menschliche Gestalt zurück.
Später besucht Daniel das Mädchen Petra, das sich bei Daniel zuvor in einem Fanbrief gemeldet hat und in Daniels Heimatort Eggenfelden im Café seines Großvaters (Opa Winter) arbeitet. Dieser kann Daniels Musik nicht ausstehen und wird darin von seinen Gästen bestärkt. Daniel kostet einige Torten mit seinem Finger, kauft diese und schenkt Petra zwei Karten für sein letztes Konzert dieses Jahres, das in Passau stattfindet.
Bei ebendiesem Konzert soll Daniel auf der Bühne erschossen werden. Stattdessen entführt ihn Rike nur und schafft ihn in ihr Haus. Wenig später trifft auch Tom dort ein. Dieser wird zuvor nochmals von Baltazar bestärkt, Daniel zu töten. Die beiden Teenager wollen die Hinrichtung filmen, um so selbst zu „Superstars“ zu werden. Als Daniel im Raum alleine ist, wird er nochmals von seinem Großvater besucht, der ihn für seine schwerste Prüfung ermutigt. Rike und Tom hingegen schaffen es nicht, Daniel zu töten. Stattdessen reden sie über ihre schweren Kindheiten, und Tom gibt zu, Daniels neuen Song nicht schlecht zu finden. Rike geht und Daniel einigt sich mit Tom darauf, freigelassen zu werden und die beiden im Gegenzug nicht zu verraten. So kehrt Daniel zu seinem Konzert zurück. Opa Winter wird dabei von Daniel überzeugt und ist schließlich ein Fan, der sich „wie ein Teenager“ benimmt.
Am Abend erscheint Johnny erneut. Als Daniel nach seinem Weihnachtsgeschenk fragt, bekommt er zur Antwort, dass er Rike und Tom vergessen habe und diesen seine Gitarre schenken soll. Daniel ist damit zuerst nicht einverstanden, tut es dann aber doch, worauf die drei beste Freunde werden.
Unter dem Weihnachtsbaum findet Daniel schließlich einen Zauberstab mit der Bemerkung „von dem Einarmigen“. Daniels Großmutter erzählt, dass ihr Mann nur einen Arm hatte. Dieser war Musiker auf dem Oktoberfest. Sie zeigt ein Bild von ihm und erfährt, dass er Daniel mehrmals erschienen war. Auch sagt sie, dass Daniel den Zauberstab nur einsetzen darf, um Menschen zu helfen.
Johnny und Baltazar treffen nochmals aufeinander. Dabei sagt Baltazar, Johnny habe die Schlacht gewonnen, der Krieg sei aber noch nicht vorbei, und der neue Zauberer wisse nicht richtig mit seinem Zauberstab umzugehen.

## Entstehungsgeschichte

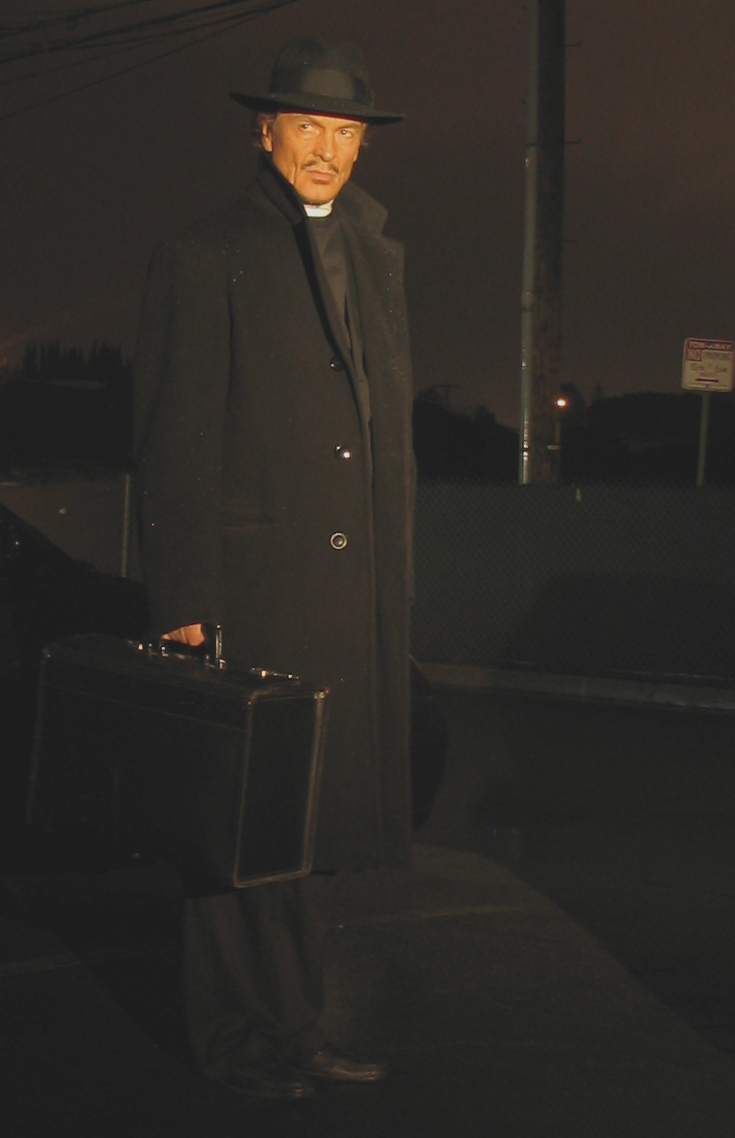
„Die Kombination meiner Erfahrungen mit dem Phänomen Daniel und Deutschland hat mich dazu bewogen, quasi über Nacht eine Geschichte zu erfinden“, Regisseur Ulli Lommel

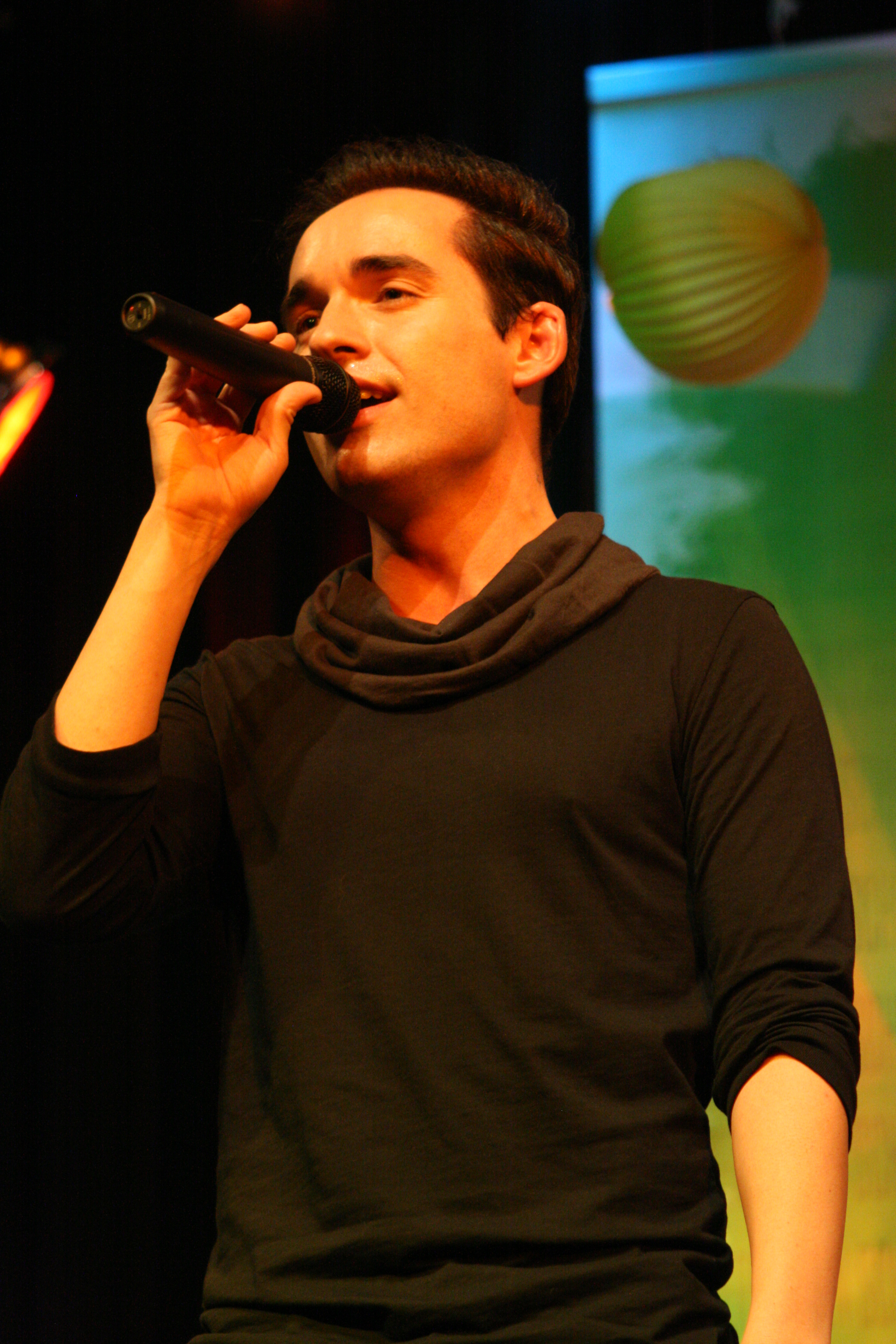
Hauptdarsteller Daniel Küblböck

Ulli Lommel gab in einem Interview an, zuerst von seiner amerikanischen Freundin auf Küblböck aufmerksam gemacht worden zu sein, die ihn im Fernsehen gesehen hatte. Daher besuchten sie ein Konzert Küblböcks im Circus Krone. Dazu sagte Lommel:

„Vom allerersten Moment an, in dem Daniel aufgetreten ist, habe ich im Circus Krone eine Atmosphäre gespürt, so etwas habe ich in meinem ganzen Leben noch nicht erlebt. Es ist die Beziehung, die er innerhalb einer Sekunde zu 3000 Leuten aufbaut – die war so etwas von intim, von echt und authentisch. Mich hat das einfach mitgenommen. Die Kombination meiner Erfahrungen mit dem Phänomen Daniel und Deutschland hat mich dazu bewogen, quasi über Nacht eine Geschichte zu erfinden.“

Lommel wusste anfangs nicht, dass Küblböck aus der Castingshow Deutschland sucht den Superstar hervorgegangen war oder dass er sich eine „Polarität zwischen Hass und Liebe kreiert“ hatte. Lommel bezeichnete die Art, in der man Küblböck begegne, als „absoluten Wahnsinn“ und versuchte eine Erklärung mit den Worten:

„Für derart irrationales Verhalten gibt es ja keine rechten Erklärungen. Ich weiß aus meiner Kindheit, in Deutschland wurde man so erzogen, da macht man bestimmte Dinge nicht. Man hat sich zu benehmen. Und nun kommt Daniel und ist nicht bereit, diese festen, bürgerlichen Rollen anzunehmen. Er kreiert seine eigene Rolle. Er bricht Tabus, schminkt sich, zieht Mädchenkleider an. Er weint, ist albern, ist hysterisch. Kurz: Er benimmt sich nicht. Und weil er das auf öffentlicher Ebene tut, glaube ich, dass die einen das als Erlösung empfinden und ihn lieben, und die anderen das nicht ertragen können und ihn hassen.“

Daniel Küblböck gab an, die Namen Lommel und Schamoni noch nie gehört zu haben. Über die Zeit mit den beiden sagte er:

„Und auf einmal war ich in einer Welt, die ganz anders ist, in der man nicht über dieses ganze Oberflächliche redet. Und ich habe Spaß daran gefunden, dachte mir, das ist gut, wenn diese zwei Welten aufeinander treffen.“

Auch zum Bezug zur Realität äußerte sich Küblböck. Bezogen auf die Anfeindungen, die ihm begegneten, bekannte er:

„Nach dem ersten Drehtag habe ich geheult, da kam alles hoch.“

## Kritik
Die Resonanz auf den Film war von Kritik wie Publikum größtenteils desaströs.
Die Nürnberger Zeitung schreibt etwa: „Der fast vollständig mit wackliger Handkamera gedrehte Streifen entzieht sich mit seiner rudimentären Geschichte und Dialogen, die nicht einmal Porno-Niveau erreichen, jeglichen Bewertungskriterien.“ Die Internetseite FILMSTARTS.de gibt eine durchweg negative Kritik: „Der Film ist für Nicht-Küblböck-Fans unerträglich. Aber selbst unter der Anhängerschaft des quietschfidelen Gute-Laune-Clowns werden wohl nur die ganz Fanatischen an ‚Daniel – Der Zauberer‘ ihre Freude haben.“ Wegen der Mitwirkung von Lommel und Schamoni spekuliert die Website nur: „Vielleicht war dies ein letzter Hilfeschrei, endlich auch wieder beachtet zu werden.“ Schlussendlich vergleicht sie den Film mit einem Heimvideo und schreibt ihm nur eine „Existenzberechtigung“ im „Küblböck’schen Wohnzimmer“ zu. Daraus folgert die Website: „Zum Glück haben nur sehr wenige – wie Küblböck – die Mittel, ihre Selbstbeweihräucherung tatsächlich in die Lichtspielhäuser zu bringen.“ Der Standard bezeichnet den Film abschätzig als „semidokumentarische Groteske“.
Im Film-Dienst hieß es, dass die Handlung „laienhaft“ umgesetzt und „dilettantisches Entertainment“ sei. Der Film versäume es, das „Phänomen Küblböck“ näher zu beleuchten, und vervielfache dafür „lediglich dessen mediale Klischees“.
Eine der wenigen positiven Rezensionen findet sich auf filmkritiken.org: Der Film sei zwar inszeniert wie ein „Off-off-Theaterstück“, heißt es da, aber Küblböck wirke „genauso brüchig und unfertig wie die Teenagerseelen es sind, die er besingt.“ Der Film zelebriere die „Trashkultur, er kultiviert das Niveaulose bis hin zum Camp“. Küblböck sei so zu „etwas ganz eigenem“ geworden und habe „die Grenzen des RTL-Horizontes gesprengt.“

### „Schlechtester Film aller Zeiten“
Oft wird der Film als einer der schlechtesten aller Zeiten bezeichnet: In der Internet Movie Database rangiert Daniel, der Zauberer unter den schlechtesten Filmen aller Zeiten, phasenweise belegte er sogar den ersten Platz. Auf der Filmbewertungsplattform Moviepilot kam er bei etwa 3.500 Bewertungen sogar nur auf eine Durchschnittswertung von 0,4 von 10 möglichen Punkten; damit wurde er zum schlechtesten Film aller Zeiten gewählt (Stand September 2018).
In der Talkshow Markus Lanz im Februar 2013 bewertete auch Küblböck den Film als „furchtbar schlecht“ und erklärte, Daniel, der Zauberer sei „erst letztens in Amerika zum schlechtesten Film aller Zeiten gewählt worden.“ Er selbst nahm es allerdings mit Humor: „Und das schafft nicht jeder!“ Zuvor wurde er bereits in einem Artikel der Frankfurter Rundschau von 2009 zitiert: "Man muss ja wirklich sagen, das ist der schlechteste Film aller Zeiten."
Am 26. August 2016 wurde der Film in der Reihe Die schlechtesten Filme aller Zeiten auf Tele 5 gezeigt.

### Finanzieller Misserfolg
Daniel – Der Zauberer floppte in den Kinos. Er hatte insgesamt nur 13.834 Zuschauer bei 107 Kopien und wurde in den meisten Kinos in der ersten Woche wieder abgesetzt.

## Trivia
- Als Daniel einen Albtraum hat, werden Szenen aus der RTL-Sendung Ich bin ein Star – Holt mich hier raus! eingeblendet, an der Küblböck teilgenommen hatte. Gegen Ende des Films werden Schlagzeilen gezeigt, die unter anderem Küblböcks Verkehrsunfall mit einem Gurkenlaster dokumentieren.
- Als Rike fragt, was im Fernsehen komme, antwortet Daniel: „Deutschland sucht den Superstar“.
- Neben Daniel sind weitere Mitglieder der Familie Küblböck zu sehen, die bedeutendste Rolle hat dabei Daniels Vater Günther Küblböck. Ebenso sind weitere Mitglieder der Familie Lommel zu sehen.
- Peter Schamoni konnte Lommels Idee zum Filmdreh anfangs nicht verstehen. Später finanzierte er den Film und wurde Produzent. Seine Rolle im Film spielt darauf an: Er verkörpert Opa Winter, der sich vom „Daniel-Hasser“ zum „Daniel-Fan“ wandelt.